# Vishniovi (Krasnodar)
Vishniovi (del ruso: Вишнёвый) es un posiólok del raión de Slaviansk del krai de Krasnodar, en el sur de Rusia. Está situado en los arrozales situados entre los distributarios del delta del Kubán, 5 km al noroeste de Slaviansk-na-Kubani y 79 al oeste de Krasnodar, la capital del krai. Tenía 652 habitantes en 2010.
Pertenece al municipio Pribrezhnoye.

## Historia
Con el establecimiento del sovjós Sad-Gigant se empezaron a establecer aquí trabajadores del mismo a mediados de la década de 1930. En esta sección del sovjós se cultivaban hasta entonces guindaleras pequeñas (vishovi), que dieron nombre a la localidad. Es registrado como unidad administrativa el 24 de septiembre de 1958.

## Economía
La compañía 'OAO Sad-Gigant tiene a Vishovi como la población central de su 2ª sección.

## Servicios sociales
Cuenta con un Club de Cultura rural y un punto de enfermería entre otros establecimientos.